# بیدار (فیلم ۲۰۲۱)
بیدار (انگلیسی: Awake) یک فیلم سینمایی دلهره‌آور و علمی-تخیلی آمریکایی محصول سال ۲۰۲۱ به کارگردانی مارک راسو، از فیلمنامه‌ای که در کنار جوزف راسو و گرگوری پواریر نوشته شده‌است. بازیگران اصلی این فیلم جینا رودریگز، جنیفر جیسن لی، بری پپر، فین جونز، شامیر اندرسون، آریانا گرینبلات، فرانسیس فیشر، لوسیوس هووس و گیل بیلاز می‌باشند. این فیلم توسط کمپانی نتفلیکس در سال ۲۰۲۱ اکران خواهد شد.

## تولید
در ماه مه سال ۲۰۱۹، اعلام شد که جینا رودریگز به جمع بازیگران این فیلم پیوسته‌است. و در اوت ۲۰۱۹، جنیفر جیسن لی، بری پپر، فین جونز، شامیر اندرسون، آریانا گرینبلات، فرانسیس فیشر، لوسیوس هویوس و گیل بیلاز به جمع بازیگران فیلم پیوستند.
فیلم‌برداری اصلی در اوت ۲۰۱۹ آغاز شد.